# Brumes (film, 1936)
Pour les articles homonymes, voir Brumes.
Pour plus de détails, voir Fiche technique et Distribution.

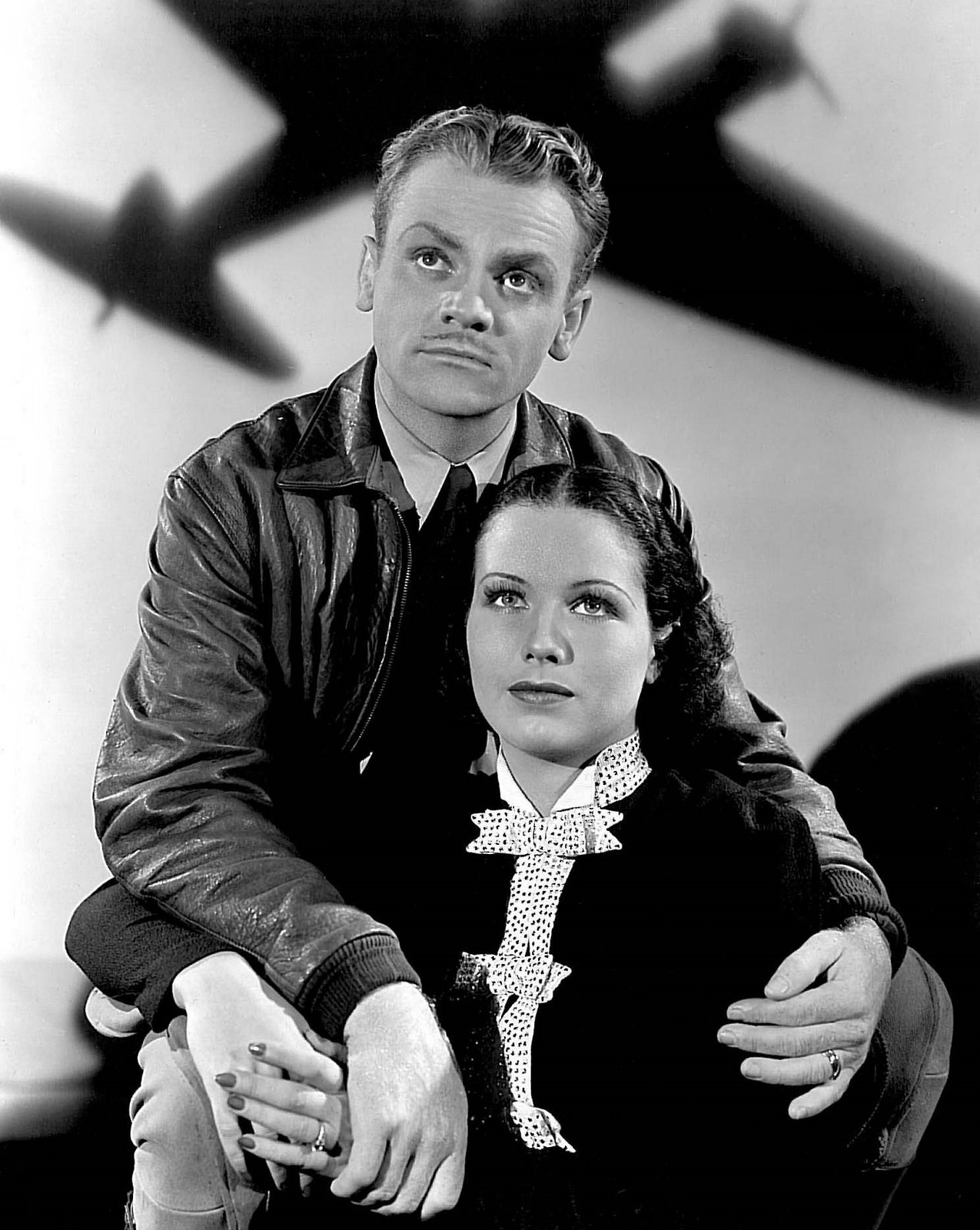
James Cagney et June Travis.

Brumes (Ceiling Zero) est un film américain en noir et blanc réalisé par Howard Hawks en 1935, sorti en 1936.

## Synopsis
Dans les années 1930, Jake Lee gère une succursale de l'aéropostale américaine, comptant parmi ses pilotes Dizzy Davis (casse-cou et Don Juan) et Tex Clarke. Alors que Dizzy s'intéresse à Tommy Thomas, une jeune élève-pilote, Tex est victime d'étourdissements en vol.

## Fiche technique
- Titre français : Brumes
- Titre original : Ceiling Zero
- Réalisateur : Howard Hawks
- Assistant-réalisateur : Lesley Selander (non crédité)
- Scénario : Frank Wead, d'après sa pièce éponyme
- Directeur de la photographie : Arthur Edeson
- Directeur artistique : John Hughes
- Costumes : Orry-Kelly (non crédité)
- Montage : William Holmes
- Producteurs : Jack L. Warner et Hal B. Wallis, pour Cosmopolitan Productions, Warner Bros. et First National Pictures
- Format : noir et blanc — 35 mm — 1,37:1 — son : mono
- Pays de production :  États-Unis
- Langue originale : anglais américain
- Genre : aventure, drame
- Durée : 95 min
- Dates de sorties :
  - États-Unis : 16 janvier 1936
  - France : 5 juin 1936
- Affiche : Joseph Koutachy (France)

## Distribution
- James Cagney : Dizzy Davis
- Pat O'Brien : Jake Lee
- June Travis : « Tommy » Thomas
- Stuart Erwin : Texas « Tex » Clarke
- Barton MacLane : Al Stone
- Henry Wadsworth : Tay
- Martha Tibbetts : Mary Lee
- Isabel Jewell : Lou Clarke
- Craig Reynolds : Joe Allen
- Richard Purcell : Smiley
- Carlyle Moore Jr. : Eddie Payson
- Addison Richards : Fred
- Garry Owen : Mike Owens
- Edward Gargan : Doc Wilson
- Robert Light : Les Borgan
- James Bush : Buzz
- Pat West : Baldy

Acteurs non crédités
- Mathilde Comont : Mama Gini
- Carol Hughes : Birdie

## Distinctions
Le film a été listé dans le National Board of Review: Top Ten Films de 1936.